# Everydays: the First 5000 Days
Everydays: the First 5000 Days és una obra d'art digital creada per Mike Winkelmann, conegut professionalment com a Beeple. L'obra és un collage de 5.000 imatges digitals creades per Winkelmann per a la seva sèrie Everydays. El seu criptovalor no fungible associat (NFT) es va vendre per 69,3 milions de dòlars a Christie's el 2021, el que el va convertir en el segon lloc a la llista de criptovalors no fungibles més cars.
Everydays va ser comprat pel programador de Singapur Vignesh Sundaresan, un inversor en criptomoneda i fundador del projecte Metapurse NFT, també conegut a la xarxa amb el pseudònim MetaKovan. Sundaresan va pagar l'obra d'art amb 42.329 Ethers.
Sundaresan rebé els drets per mostrar l'obra d'art, però no va rebre els drets d'autor. Ha exposat l'obra d'art en un museu digital dins de "el metavers", que el públic pot veure a través d'un navegador web.

## Composició

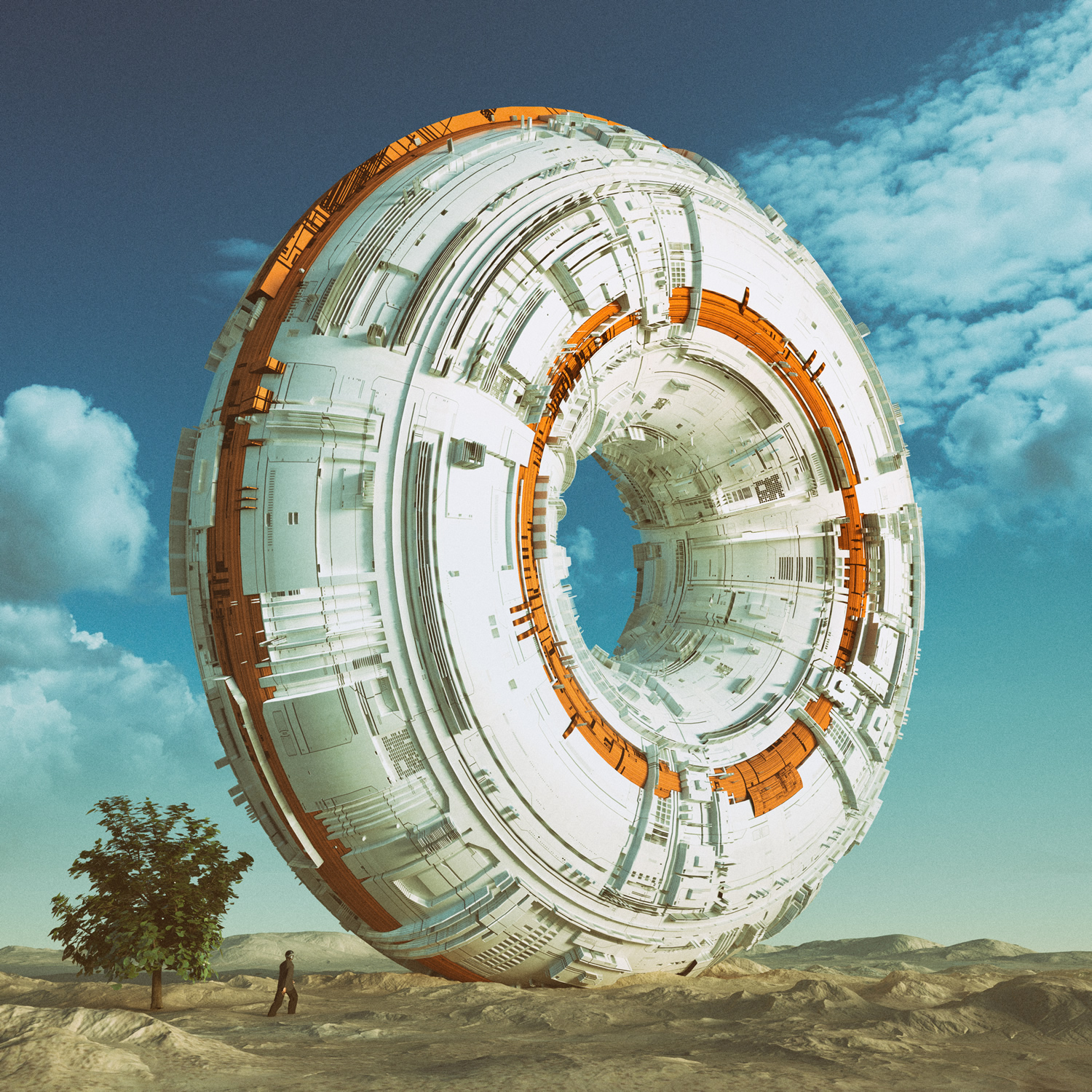
Una de les 5000 imatges que comprèn l'obra d'art

Winkelmann es va inspirar en l'artista britànic Tom Judd i va començar el projecte diari l'1 de maig de 2007. Les imatges involucren figures de la cultura pop, com Jeff Bezos i Donald Trump, i estan ordenades cronològicament. De les imatges anteriors estan dibuixades a mà i no produïdes per ordinador.
En un article publicat a Artnet, el crític d'art Ben Davis va afirmar que algunes de les 5.000 imatges que comprenien l'obra revelaven diversos estereotips racials, misògins i homòfobs. Will Gompertz va considerar a Winkelmann un "exponent amb talent" de l'estètica del còmic, i va comparar el seu treball amb Hieronymus Bosch i Philip Guston. Va predir que l'obra es consideraria "com el moment abans de l'esclat de la bombolla del criptoart de curta durada, o com el primer capítol d'una nova història d'art".